# Efstathios Kiourkenidis
Efstathios Kiourkenidis (griechisch Ευστάθιος Κιουρκενίδης, * 3. Dezember 1990 in Drama) ist ein griechischer Biathlet.
Efstathios Kiourkenidis lebt und trainiert in Drama. Seit 2002 betreibt der Student vom EOS Dramas seinen Sport und gehört seit 2005 auch dem griechischen Nationalkader an. International tritt er seit 2006 an, sein erstes Rennen bestritt er im Rahmen des Junioren-Europacups, kurz darauf wechselte er schon in den Biathlon-Europacup. Bei den Junioren-Weltmeisterschaften 2007 in Martell wurde Kiourkenidis 47. im Einzel, 22. im Sprint und 52. der Verfolgung. Im Jahr darauf konnte er sich als 68. bei der Junioren-WM in Ruhpolding nicht für das Verfolgungsrennen qualifizieren, belegte aber im Einzel mit dem 19. Platz eine für griechische Verhältnisse sehr gute Platzierung. Kurz vor der Junioren-WM debütierte der Grieche in Oberhof im Biathlon-Weltcup und wurde 96. eines Sprintrennens. Kurz nach der Junioren-WM wurde Kiourkenidis auch für die Biathlon-Weltmeisterschaften 2008 in Östersund nominiert. In Schweden lief er den Sprint und das Einzel und belegte die Ränge 108 und 99. In Canmore startete er 2009 zum dritten Mal bei einer Junioren-WM und erreichte im Einzel den 45., im Sprint den 30. und in der Verfolgung den 39. Platz. Im Europacup sind zwei siebte Plätze im Sprint und der Verfolgung bei einem schlecht besetzten Europacup 2007 in Bansko beste Resultate.

## Biathlon-Weltcup-Platzierungen
Die Tabelle zeigt alle Platzierungen (je nach Austragungsjahr einschließlich Olympische Spiele und Weltmeisterschaften).
- 1.–3. Platz: Anzahl der Podiumsplatzierungen
- Top 10: Anzahl der Platzierungen unter den ersten zehn (einschließlich Podium)
- Punkteränge: Anzahl der Platzierungen innerhalb der Punkteränge (einschließlich Podium und Top 10)
- Starts: Anzahl gelaufener Rennen in der jeweiligen Disziplin

| Platzierung                      | Einzel | Sprint | Verfolgung | Massenstart | Staffel | Gesamt |
| -------------------------------- | ------ | ------ | ---------- | ----------- | ------- | ------ |
| 1. Platz                         |        |        |            |             |         |        |
| 2. Platz                         |        |        |            |             |         |        |
| 3. Platz                         |        |        |            |             |         |        |
| Top 10                           |        |        |            |             |         |        |
| Punkteränge                      |        |        |            |             |         |        |
| Starts                           | 2      | 6      |            |             |         | 8      |
| Stand: nach der Saison 2009/2010 |        |        |            |             |         |        |